# 江東区立砂町中学校
江東区立砂町中学校（こうとうくりつ すなまちちゅうがっこう）は、東京都江東区北砂6丁目にある公立中学校。通称は砂中（すなちゅう）。

## 概要
江東区北砂地区の北東部にある。都道476号（丸八通り）沿いにあり、すぐ北には小名木川が流れる。学区は学校がある北砂6丁目のほか、北砂5丁目の一部と東砂地区の1・2丁目としている。
校章は、ナデシコの花を背景に、「中学」という文字を中央に配している。中学を挟む形で校名の頭文字「砂」を添えている。
校歌は1955年に制定された。作詞は歌人の土岐善麿で、作曲は作曲家の信時潔が手掛けた。歌は2番まであり、1番は小名木川について歌われている。
2025年度の生徒数は346人、学級数は12（特別支援学級含む）。また、教職員数は45人（教員・主事・事務・学習支援員・講師などを含め）。

## 沿革
1947年、戦後の学制改革により開校した。開校当初は浅間小学校の校舎を間借りして授業を行った。
- 1947年（昭和22年）
  - 4月1日 - 江東区立砂町中学校として創立。
  - 4月19日 - 初代校長に小松崎軍次が就任。
  - 5月2日 - 開校。
- 1955年（昭和30年）2月 - 校歌を制定。
- 1959年（昭和34年）10月29日 - 講堂兼屋内体育館を落成。
- 1961年（昭和36年）4月1日 - 心障学級（現：特別支援学級）を開設。
- 1963年（昭和38年）5月31日 - 校舎建設の第1期工事が完了。
- 1967年（昭和42年）3月31日 - 校舎建設の第2期工事が完了。
- 1969年（昭和44年）4月8日 - 校舎建設の第3期工事が完了。
- 1971年（昭和46年）
  - 3月31日 - 校舎建設の第4期工事が完了。
  - 10月8日 - 校地を拡張。
- 1973年（昭和48年）4月2日 - 校地を拡張
- 1975年（昭和50年）7月1日 - プールを落成。
- 1978年（昭和53年）3月14日 - 校舎外壁に校章を設置。
- 1983年（昭和58年）3月31日 - 校舎建設の第5期工事が完了。
- 1990年（平成2年）2月2日 - 校舎建設の第6期工事が完了。
- 1998年（平成10年） - 文部省よりスクールカウンセラー活用調査研究の委託を受ける（2年間）。
- 2006年（平成18年）7月~10月 - 中央校舎耐震補強工事を行う。

- 2007年（平成19年）
  - 7月~8月 - 体育館、東校舎の外壁塗装工事を行う。
  - 10月15日 - 開校60周年を記念し、東校舎外壁に時計を設置。
- 2011年（平成23年）1月17日 - 東京消防庁より地域の防火防災功労賞を受賞。
- 2016年（平成28年）6月28日 - リオデジャネイロオリンピック・フラッグハンドオーバーセレモニーに参加。
- 2017年（平成29年）電気設備工事完了[9]。

出典

## 年間行事
主な行事を掲載。
- 4月 - 入学式
- 5月 - 開校記念日、運動会
- 6月 - 生徒総会、前期中間考査
- 7月 - キッザニア職場体験（2年生）移動教室、全校美化、中学カナダ短期留学
- 夏休み
- 9月 - 新入生体験入学、前期期末考査、生徒会役員選挙
- 10月 - 前期終業式、後期始業式、修学旅行（3年生）、文化発表会
- 11月 - 後期中間考査、校外学習（1年生）、職場体験（2年生）
- 12月 - 全校美化
- 冬休み
- 1月 - 百人一首大会（1・2年生）
- 2月 - 学年末考査
- 3月 - 合唱コンクール、卒業遠足（3年生）、卒業式

## 校歌
校歌は一番、二番が存在する。

### 作詞
- 土岐善麿　
  - 日本の歌人、国語学者

### 作曲
- 信時潔
  - 大正・昭和時代の日本の作曲家、音楽学者、チェロ奏者

## 委員会
2025年度時点。
- 生徒会本部
- 1学年学級委員
- 2学年学級委員
- 3学年学級委員
- 図書委員会
- 保健給食委員会
- 体育委員会
- 美化委員会
- 放送委員会
- 選挙管理委員会(生徒会役員選挙のときのみ)
- 中央委員会(各委員会の委員長のみ)

## 部活動
2025年度時点。
- 野球部
- バスケットボール部
- バレーボール部
- バドミントン部
- 陸上部
- 柔道部
- ダンス部
- 吹奏楽部
- 美術部
- 伝統文化部
- 5組クラブ

## 施設概要
主な施設。面積は延床面積を記載。
- 校舎（6,480 m2[12]） - 1967年竣工の鉄筋コンクリート造[13][14]。2006年度に耐震補強を施している[13]。
- 体育館 - 1990年竣工の鉄筋コンクリート造5階建て[14]。
- プール - 体育館の屋上にある。
- 校庭（3,900 m2[12]）

校地面積は9,478平方メートルである。

## 学区
- 北砂5丁目のうち、7番から19番
- 北砂6丁目
- 東砂1丁目
- 東砂2丁目

出典：

## 進学前小学校
- 江東区立東砂小学校
- 江東区立第六砂町小学校
- 江東区立第七砂町小学校

出典：

## アクセス

### 鉄道
- 都営新宿線 - 大島駅から徒歩約9分

### バス
- 「北砂六丁目」停留所（都営バス）から徒歩すぐ

## 周辺
- 丸八児童遊園
- 小名木川
- 仙台堀川公園
- 東砂一丁目公園
- 江東区立東砂小学校
- 江東区立亀高小学校
- 江東区立大島中学校

## 著名な出身者・関係者

### 出身者
- ダイナマイト幸男 - AV男優
- 堀米雄斗 - スケートボード選手[15]

### 関係者
- 小松崎軍次 - 江東区長になる前に校長を務めた。